# Ido Pariente
Ido Pariente, född 31 augusti 1979 i Tel Aviv, är en israelisk kampsportare.
Ido Pariente är grappling-specialist och innehar svart bälte i brasiliansk jujutsu. Pariente tävlar i flera kampsporter men har huvudsakligen ägnat sig åt mixed martial arts (MMA), där han har mött MMA-stjärnor som Jake Shields. Han deltog även i den åttonde säsongen av UFC:s tv-serie The Ultimate Fighter.